# Chrotogonus hemipterus
Chrotogonus hemipterus är en insektsart som beskrevs av Hermann Rudolph Schaum 1853. Chrotogonus hemipterus ingår i släktet Chrotogonus och familjen Pyrgomorphidae. Inga underarter finns listade i Catalogue of Life.